# Fijis Billie Jean King Cup-lag
Fijis Billie Jean King Cup-lag representerar Fiji i tennisturneringen Billie Jean King Cup, och kontrolleras av Fijis tennisförbund. 

## Historik
Fiji deltog första gången 1999. Bästa resultat är sjätteplatsen i Grupp II under lagets debutår.